# Tramwaje w Halle (Saale)
Tramwaje w Halle – system komunikacji tramwajowej działający w niemieckim Halle.

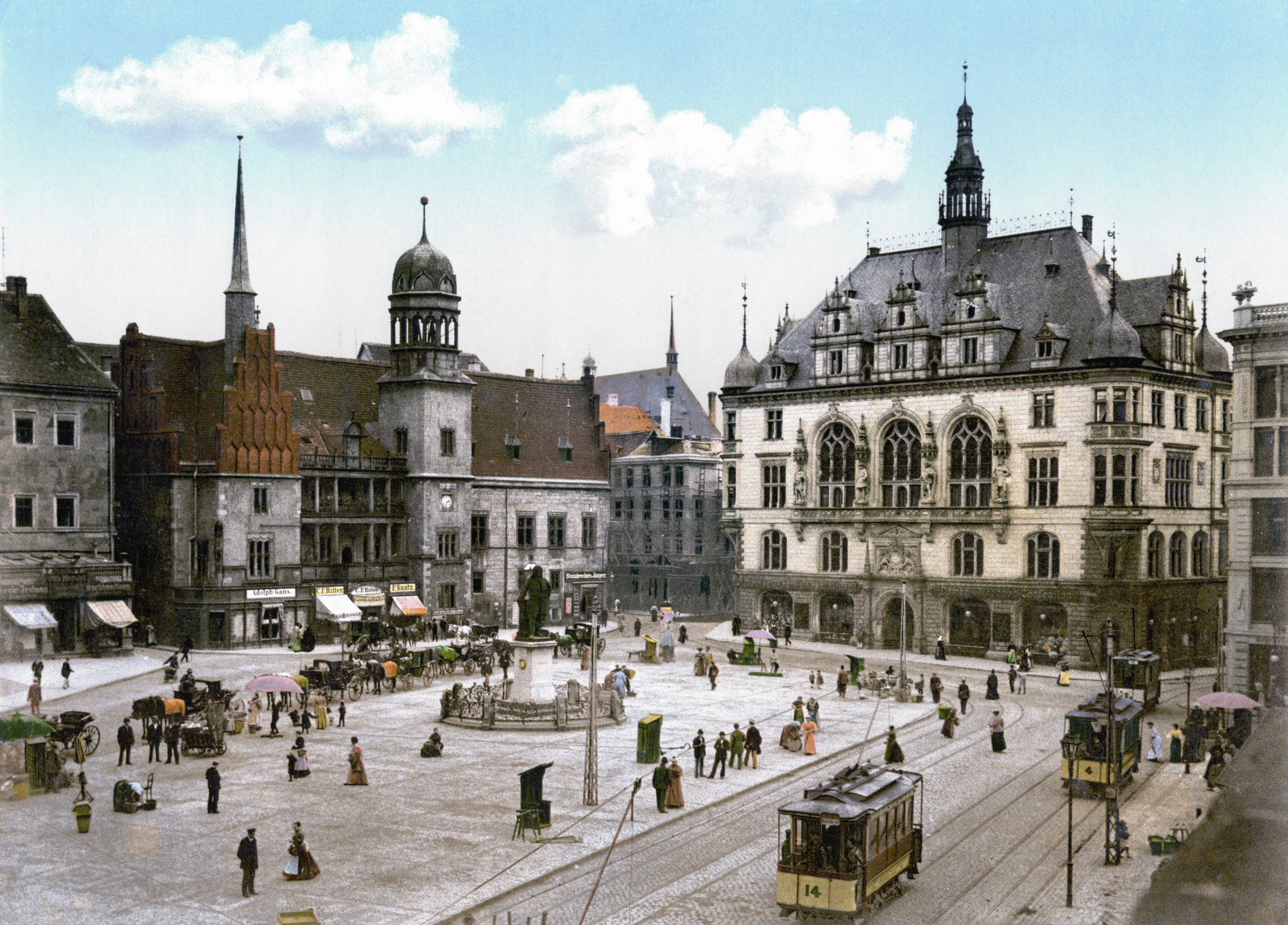
Tramwaje na Marktplatz w 1900

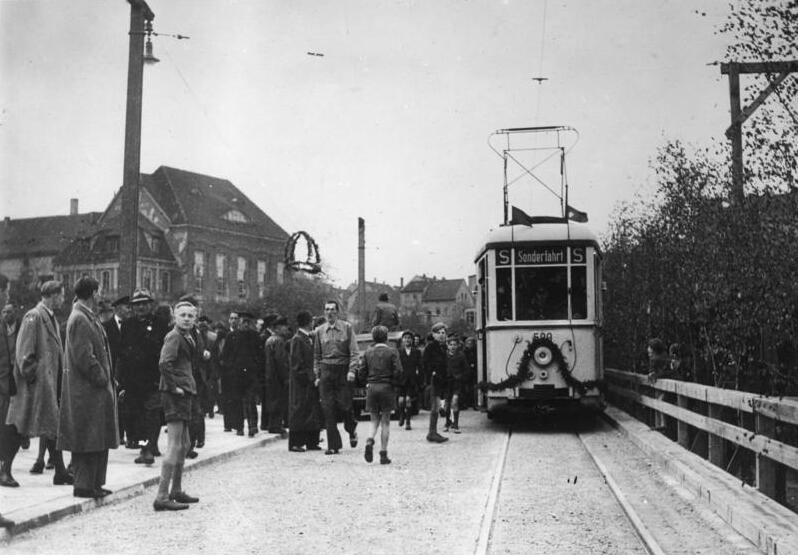
Tramwaj na moście w 1948

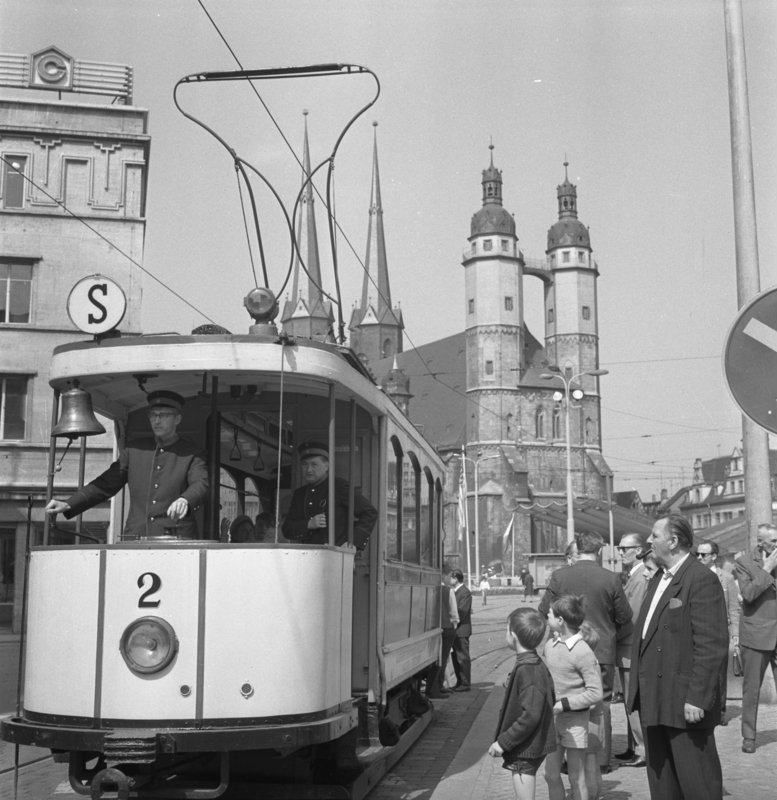
Historyczny tramwaj o nr 2 na Altmarkt w latach 70. XX w.

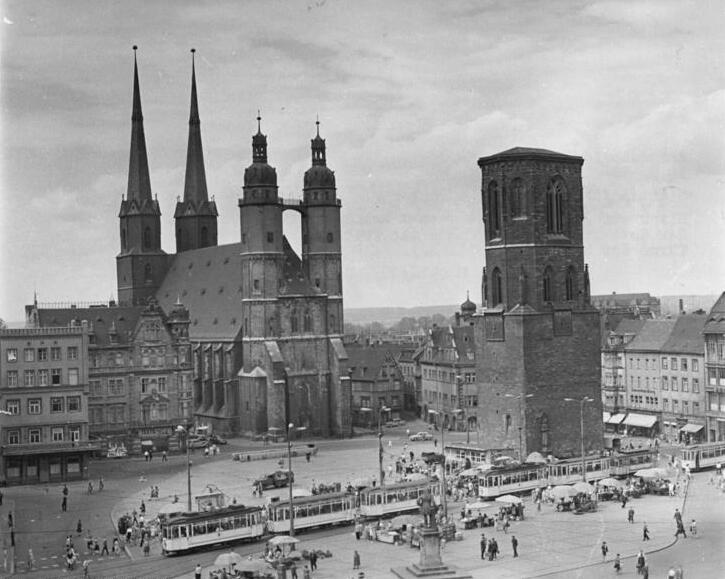
Tramwaje na Marktplatz w 1964

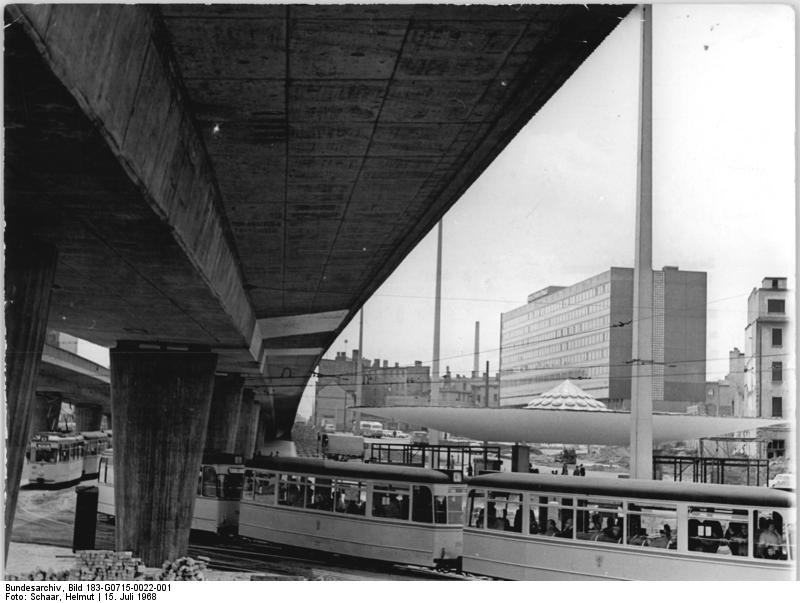
Tramwaje na Hochstraße

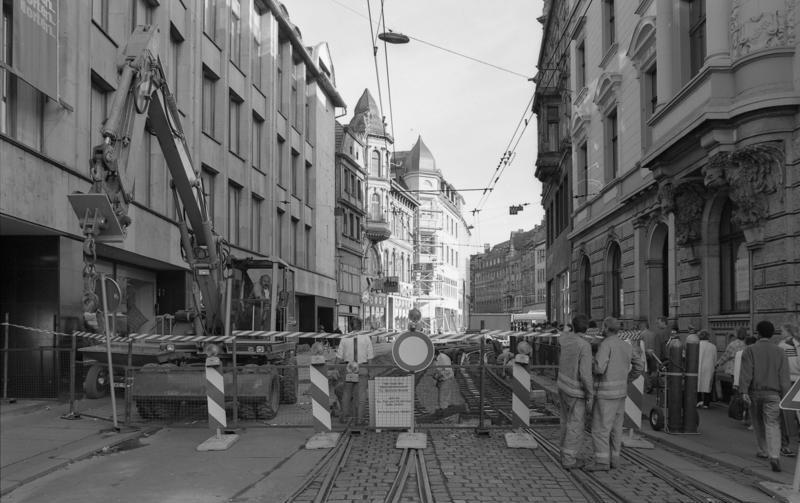
Remont trasy tramwajowej na starym mieście w 1991

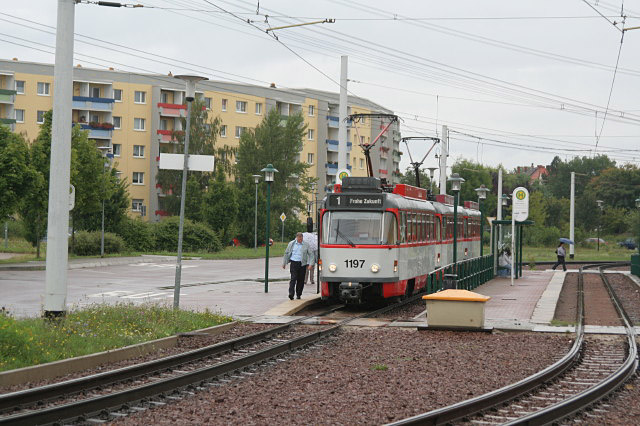
Skład trzech wagonów T4 na pętli Beesen

## Historia

### Miejskie tramwaje

#### 1857−1918
Pierwsze plany budowy linii tramwajowej w Halle pochodzą z czerwca 1857, jednak wówczas ich nie zrealizowano. 17 marca 1881 rada miejska podjęła decyzję o budowie tramwajów konnych w mieście. 24 czerwca 1882 podpisano umowę na budowę dwóch linii:
- Bahnhof – Leipziger Platz (Riebeckplatz) – Leipziger Turm – Markt – Ulrichstraße – Universitätsreitbahn – Geiststraße – Mühlweg – Burgstraße – Trothaer Straße – Saalschloßbrauerei (długość linii 4,6 km)
- przebieg drugiej linii był podobny do pierwszej z tym że na odcinku pomiędzy Leipziger Turm a Universitätsreitbahn linia była poprowadzona ulicami: Poststraße (Hansering) – Alte Promenade (Universitätsring) (długość linii 5,8 km)

Do budowy linii przystąpiono 13 lipca 1882. Budowę zakończono 7 października i prowadzono próbną eksploatację z użyciem 4 wagonów. Oficjalne otwarcie obu linii nastąpiło 15 października. Operatorem sieci była spółka Hallesche Straßenbahn AG. W pierwszym roku istnienia tramwajów w Halle przewiozły one 1 430 000 pasażerów. 4 grudnia 1888 podpisano umowę na budowę drugiej sieci tramwajowej w mieście zarządzanej przez utworzoną w 1889 spółkę Stadtbahn Halle. Miała być to sieć tramwajów elektrycznych. Planowano cztery linie tramwajowe:
- Roßplatz – Markt – Franckeplatz – Rannischer Platz (1,9 km)
- Markt – Talamtstraße – Mansfelder Straße – Schieferbrücke (0,6 km)
- Roßplatz – Leipziger Platz (Riebeckplatz) – Schmiedstraße (3,0 km)
- Delitzscher Straße – Franckestraße – Franckeplatz (0,8 km)

W celu wybudowania linii wykupiono od spółki Hallesche Straßenbahn AG odcinki: Roßplatz – Leipziger Platz i Roßplatz – Post. 3 stycznia 1898 wydano zgodę na elektryfikację sieci tramwajowej. 27 czerwca 1890 spółka AEG kupiła Stadtbahn Halle. Pierwszą linię tramwaju elektrycznego (Roßplatz – Schmiedstraße) otwarto 24 kwietnia 1891, był to pierwszy system tramwaju elektrycznego w Europie. Do 1 lipca otwarto wszystkie pozostałe linie. 20 października 1892 otwarto linię Roßplatz – Ludwig-Wucherer-Straße – Reilstraße – Wittekind. 20 listopada 1892 otwarto przedłużenie linii z Wittekind (Kurallee) do Trotha. 3 stycznia 1898 wydano pozwolenie na elektryfikację sieci tramwajowej należącej do spółki Hallesche Straßenbahn AG. Od 15 maja 1899 wszystkie linie zostały zelektryfikowane z wyjątkiem linii pomiędzy Bernburger Straße i Hauptbahnhof z powodu protestu Instytutu Fizyki. Po tym odcinku kursowały tramwaje akumulatorowe. W 1899 została zbudowana zajezdnia tramwajowa (obecnie muzeum) i elektrownia przy Seebener Straße. 3 sierpnia 1902 zlikwidowano tramwaje akumulatorowe ponieważ linia ta została zelektryfikowana. 1 stycznia 1911 gmina wykupiła spółkę Hallesche Straßenbahn AG, nowa nazwa spółki to Städtische Straßenbahn Halle. 9 maja 1914 otwarto linię tramwajową C na trasie: Markt – Riebeckplatz – Hauptbahnhof – Büschdorf – Schönnewitz. 22 stycznia 1915 linia została przedłużona do Reideburgu. W 1914 istniało 5 linii należących do spółki Stadtbahn Halle:
- 1: Rannischer Platz – Markt – Walhalla- Riebeckplatz – Artilleriekaserne
- 2: Schlachthof – Riebeckplatz – Franckeplatz – Hettstedter Bahnhof
- 4: Hettstedter Bahnhof – Markt – Walhalla – Zoo
- 5: Hauptbahnhof – Walhalla – Zoo – Bahnhof Trotha
- 6: Hauptbahnhof – Rannischer Platz – Böllberger Weg

W 1915 w mieście istniały 3 linie tramwajowe należące do spółki Hallesche Straßenbahn AG:
- A: Bahnhof – Markt – Reileck – Giebichenstein – Angerweg
- B: Bahnhof – Poststraße – Theater – Mühlweg – Giebichenstein – Cröllwitz
- C: Markt – Delitzscher Straße – Schönnewitz – Reideburg

1 stycznia 1918 obie spółki zostały połączone w jedną o nazwie Städtischen Straßenbahn Halle. Właścicielem spółki było miasto.

#### 1918−1928
Po połączeniu obu spółek line A, B i C przemianowano na 7, 8 i 9. Ponadto ujednolicono barwy tramwajów oraz ich numerację. W 1919 wybudowano zajezdnię tramwajową przy Freiimfelder Straße. 1 listopada 1921 wprowadzono do eksploatacji 40 wagonów silnikowych i 20 doczepnych. Tego dnia wprowadzono także nowy układ linii:
- 1: Beesener Straße – Rannischer Platz – Markt – Steintor – Reileck – Trotha (6,2 km)
- 2: Schlachthof – Hauptbahnhof – Franckeplatz – Hallorenstraße – Hallmarkt (3,8 km)
- 3: Böllberger Weg – Rannischer Platz – Markt – Reileck – Bahnhof Trotha (7,5 km)
- 4: Hettstedter Bahnhof – Markt – Steintor – Riebeckplatz – Damaschkestraße (5,5 km)
- 5: Hauptbahnhof – Riebeckplatz – Steintor – Reileck – Zoo (4,7 km)
- 6: Hauptbahnhof – Riebeckplatz – Rannischer Platz – Böllberger Weg (2,9 km)
- 7: Hauptbahnhof – Riebeckplatz – Reileck – Giebichenstein – Schollstraße (4,7 km)
- 8: Hauptbahnhof – Leipziger Turm – Post – Bebelstraße – Mühlweg – Burgstr. – Cröllwitz (4,6 km)
- 9: Seebener Straße – Reileck – Markt – Riebeckplatz – Büschdorf – Reideburg (9,6 km)
- 10: Zoo – Reileck – Steintor – Riebeckplatz – Damaschkestraße (6,1 km)
- 11: Hauptbahnhof – Riebeckplatz – Rannischer Platz – Beesener Straße (1,8 km)
- 12: Hauptbahnhof – Riebeckplatz – Markt – Ulrichstraße – Mühlweg – Burgstr. – Cröllwitz (4,7 km)

W 1922 linię nr 3 skierowano z Rannischen Platz do Blindenanstalt. 1 sierpnia 1919 bilet na tramwaj kosztował 19 Fenigów, a 24 listopada 1923 już 150 mld marek. Od 2 listopada 1923 cena biletu wynosiła 15 fenigów. Od 1919 do 1923 zlikwidowano kilka linii tramwajowych. W latach 1925–1928 zamówiono 91 wagonów silnikowych (nr 121-200, 400-410) i 41 doczepnych (nr 241-290). 29 września 1925 linię nr 1 wydłużono z Dessauer Straße do Gertraudenfriedhof. 17 lipca 1926 linię nr 8 wydłużono do Dölauer Straße. 1 czerwca 1927 oddano do użytkowania nową halę w zajezdni przy Freiimfelder Straße, a 1 października głównych warsztatów. W latach 1927–1928 budowano trasę tramwajową Beesener Straße – Artilleriestraße. W 1928 w mieście było 41,8 km tras tramwajowych po których kursowało 169 wagonów silnikowych, 93 wagony doczepne, 28 wagonów specjalnych oraz 2 wagony wieżowe, do ich obsługi zatrudniano 981 osób.

#### 1929−1989
1 listopada 1929 zmieniono nazwę przedsiębiorstwa na „Werke der Stadt Halle – AG (WEHAG), Abteilung Straßenbahn”. Od 11 maja 1930 w mieście działa komunikacja autobusowa. 4 września 1939 zamknięto dwie trasy: Riebeckplatz – Franckeplatz – Hallmarkt i Trotha/Oppiner Straße – Bahnhof Trotha, ponadto na pozostałych liniach wprowadzono znaczne ograniczenia po rozpoczęciu II wojny światowej. 1 października 1944 wprowadzono cenę biletu na 15 fenigów obowiązującą do 1990. 14 kwietnia 1945 wstrzymano kursowanie tramwajów. 16 maja wznowiono kursowanie tramwajów na trasie Schlachthof – Steintor – Reileck – Burg Giebichenstein – Depot Seebener Straße. Do 1946 cała sieć tramwajowa była już przejezdna. W 1946 przewieziono 107 mln pasażerów. 1 lipca 1948 zlikwidowano linię od Leipziger Turm do Mühlweg. 1 maja 1949 zmieniono nazwę przedsiębiorstwa na Versorgungs- und Verkehrsbetriebe der Landeshauptstadt Halle (KWU). W grudniu 1950 wprowadzono pierwszy wagon Lowa. Do listopada 1955 sprowadzono 11 wagonów silnikowych i 25 doczepnych wagonów tego typu. 1 lipca 1951 połączono przedsiębiorstwo zarządzające miejskimi tramwajami z Merseburger Überlandbahnen VEB, która obsługiwała linie podmiejskie. Od 1 maja 1957 wprowadzono nową nazwę przedsiębiorstwa: VE Verkehrsbetriebe Halle. Również wtedy rozpoczęto dostawy tramwajów Gotha. Także 1 maja otwarto krótkie przedłużenie do nowej końcówki Elsa-Brandström-Straße oraz wybudowano pętlę na końcówce Kröllwitz. Wkrótce powstały kolejne pętle na dotychczasowych końcówkach: Böllberg, Büschdorf i Trotha. 13 listopada 1958 otwarto nową trasę: Vogelweide – Am breiten Pfuhl. 6 kwietnia 1960 zlikwidowano trasę Neundorf – Frankleben. Od 1 września 1964 w tramwajach kursujących wyłącznie po mieście zlikwidowano stanowisko konduktora. Konduktorzy pozostali tylko na trasach podmiejskich. 8 grudnia 1966 dostarczono do miasta pierwszy prototypowy tramwaj ET 62 wyprodukowany przez ČKD. 11 sierpnia 1967 zlikwidowano trasę Thälmannplatz – Leipziger Turm – Markt czynną od 85 lat. W latach 1967–1968 dostarczono 86 wagonów silnikowych i 110 wagonów doczepnych typu ET62. 1 czerwca uruchomiono linię nr 5 na trasie Trotha – Leuna, która zastąpiła linie 31 i 32. 22 października otwarto połączenie tras tramwajowych w Großer Steinstraße i w Ulrichstraße. 30 czerwca 1969 zlikwidowano trasę Thälmannplatz – Rannischer Platz. 27 sierpnia 1969 dostarczono dwa pierwsze tramwaje Tatra T4, oznaczono je nr 901 i 902. W tym samym roku weszły do eksploatacji. 4 grudnia 1971 linię nr 5 skierowano na trasę Trotha – Bad Dürrenberg. Od tej pory linia nr 5 ma długość 30,7 km, wówczas była to najdłuższa linia tramwajowa w NRD, a obecnie jest jedną z najdłuższych linii tramwajowych w Niemczech. 15 maja 1976 otwarto trasę tramwajową Gagarinallee – Paul-Suhr-Straße. 10 lipca 1977 przedłożono tę trasę od Paul-Suhr-Straße do S-Bahnhof Südstadt. 30 grudnia 1982 oddano do eksploatacji trasę do Beesen. 25 kwietnia 1983 zaprezentowano przebudowany na dwukierunkowy wagon T4-901 na model ZT4D. Na początku 1986 dostarczono ostatnie wagony T4. Wówczas było 323 wagonów silnikowych (T4) i 124 wagonów doczepnych (B4D). W 1988 wycofano z eksploatacji tramwaje Lowa.

#### lata 90. XX w.
1 sierpnia 1990 dostarczono pierwszy tramwaj GT4 ze Stuttgartu. Łącznie dostarczono 30 wagonów tego typu ze Stuttgartu i 9 z Fryburgu Bryzgowijskim. W 1990 zmieniono nazwę spółki na Hallesche Verkehrs-AG (HAVAG). Spółka ta w maju 1990 przejęła ruch autobusowy. W tym samym roku poddano modernizacji tramwaje T4 o nr 1151, 1150 i 200. 8 grudnia 1990 oficjalnie wycofano z eksploatacji tramwaje typów ET 62/T2D/EB62/B2D. 1 lutego 1991 w mieście było 14 linii tramwajowych. 6 marca 1991 zaprezentowano skład trzech wagonów T4 po modernizacji. Od sierpnia rozpoczęto modernizować kolejne wagony. 17 listopada 1992 dostarczono do Halle pierwszy niskopodłogowy tramwaj typu MGT6D w mieście oraz w całych byłych Niemczech wschodnich. Do lutego 1994 zmodernizowano 41 składów tramwajów T4 (82 wagony silnikowe i 41 doczepnych). 17 lutego do miasta przybył drugi wagon MGT6D. W listopadzie zlikwidowano trasę Pfalzplatz – Rössener Brücke. W latach 1992–1995 poddano modernizacji 38 tramwajów GT4. 21 listopada 1995 rozpoczęto budowę nowej zajezdni Rosengarten. 26 kwietnia 1996 dostarczono pierwszy seryjny wagon MGT6D. 21 czerwca 1996 otwarto historyczną zajezdnię przy Seebener Straße (Historische Straßenbahndepot Seebener Straße). W połowie sierpnia 1997 otwarto nową zajezdnię Rosengarten i po 95 latach eksploatacji zamknięto zajezdnię Ammendorf. W 1998 rozpoczęto ponownie proces modernizacji tramwajów T4. 26 listopada 1999 otwarto pierwszą część trasy Halle-Neustadt pomiędzy Rennbahnkreuz i S-Bahnhof Neustadt. Tego samego dnie przekazano spółce HAVAG 50 wagon MGT6D.

#### Po 2000
W sierpniu 2000 otwarto drugą część linii do Neustadt: S-Bahnhof Neustadt – Eselsmühle. 5 maja 2002 oddano do eksploatacji trzecią część trasy, końcówkę Göttinger Bogen. 21 marca 2003 otwarto czwarty i ostatni fragment linii do Neustadt, trasę do końcówki Soltauer Straße. 22 marca 2003 oficjalnie wycofano z eksploatacji tramwaje GT4. 9 maja 2003 sprzedano wszystkie wówczas posiadane tramwaje (27 wagonów) do Jassów. Do maja 2003 większość nie zmodernizowanych tramwajów T4 i B4 została odstawiona. 26 maja rozpoczęto przebudowę Franckeplatz przez który ma przebiegać nowa linia tramwajowa łącząca Glauchauer Platz z Riebeckplatz. 6 kwietnia 2004 dostarczono pierwsze tramwaje serii MGT-K. 10 lipca oficjalnie zaprezentowano tramwaje MGT-K, a 29 sierpnia wprowadzono je do eksploatacji. W marcu 2005 zakończono modernizację tramwajów T4. Zmodernizowano 48 wagonów silnikowych i 28 wagonów doczepnych. W kwietniu 2005 kontynuowano dostawy tramwajów MGT-K i nie eksploatowane tramwaje T4 odstawiano w nieczynnej zajezdni w Merseburgu. W sierpniu 2005 sprzedano kilka tramwajów T4 i B4 do Aradu. 16 grudnia dostarczono ostatni wagon z 30 zamówionych tramwajów MGT-K. Wraz z wprowadzonym 18 grudnia nowym rozkładem zostaje zlikwidowana linia nr 3, która funkcjonowała od 84 lat. Z 29 na 30 października 2006 oddano do eksploatacji trasę tramwajową łączącą Franckeplatz z Riebeckplatz oraz uruchomiono ponownie linię nr 3. 1 czerwca 2007 rozpoczął się remont pętli Heide. 14 października oddano do eksploatacji linię Heide – Kröllwitz. Także tego dnia odbyła się parada taboru z okazji 125 lecia tramwajów w Halle. Od 31 marca 2008 z powodu remontu Steinweg sieć została podzielona na część północną i południową. We wrześniu rozpoczęto remont trasy Delitzscher Straße – Büschdorf. Dzięki temu remontowi możliwe będzie wydłużenie trasy od końcówki Büschdorf o 1,3 km w kierunku wschodnim. 13 października 2008 zakończono remont Steinweg. 18 marca 2010 oddano do użytkowania pierwszą wyremontowaną część zajezdni przy Freiimfelder Straße. W listopadzie 2010 zamówiono 12 tramwajów MGT-K. Pierwsze wagony do miasta mają dotrzeć w lipcu 2012. 24 grudnia z powodu obfitych opadów śniegu wstrzymano całkowicie ruch tramwajów w mieście. Na niektórych trasach ruch wznowiono 26 grudnia, a na całej sieci 30 grudnia. W maju i czerwcu 2011 do Sofii wysłano 24 wagonów silnikowych i 20 doczepnych typu T4 i B4.

### Tramwaje podmiejskie

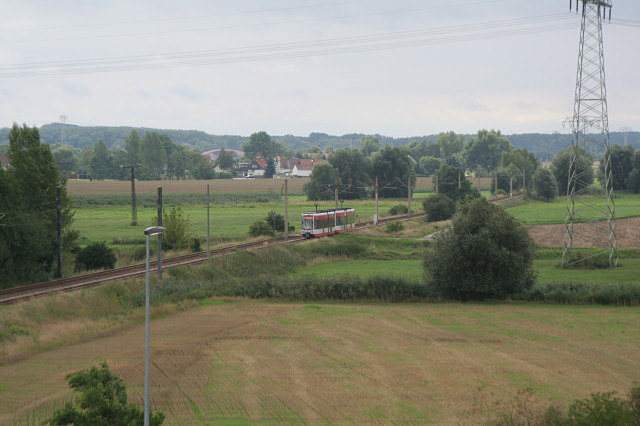
Skład tramwajów MGT-K w Leuna

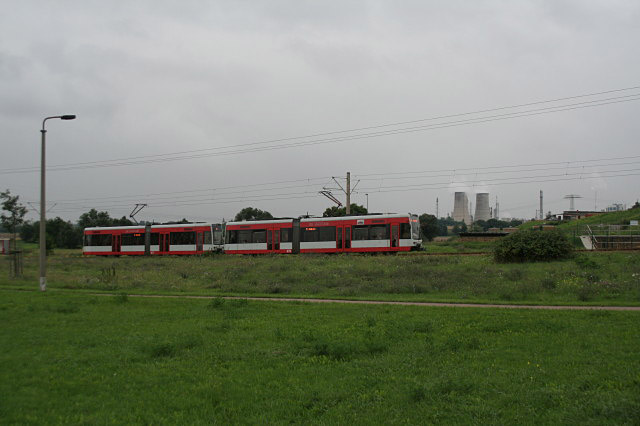
Tramwaje na linii nr 5 w Leuna

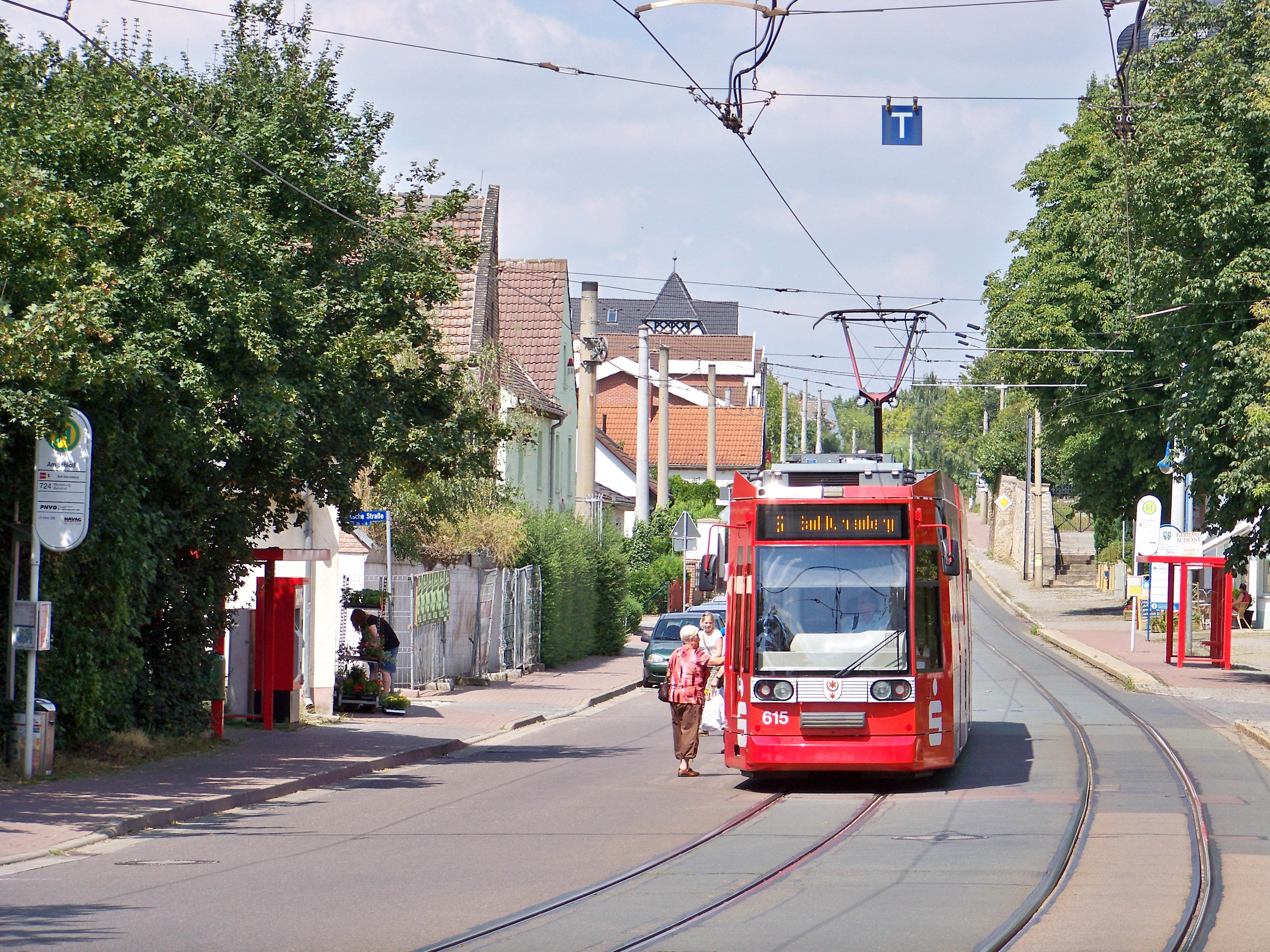
Tramwaj MGT6D w Schkopau

5 października 1899 firma AEG dostała koncesję na budowę i eksploatację linii tramwajowej z Halle do Merseburgu. Budowę linii rozpoczęto w 1900. 15 marca 1902 otwarto pierwszy odcinek trasy z Halle do Ammendorf. Do obsługi linii zbudowano zajezdnię w Ammendorf. 14 kwietnia linię przedłużono do Schkopau. Otwarcie całej trasy do Merseburgu nastąpiło 10 maja. 1 czerwca 1913 rozpoczęto budowę linii Merseburg – Mücheln. W 1915 do Halle dostarczono 8 wagonów silnikowych i 6 doczepnych, wyprodukowanych w Weimarze. 5 lutego 1918 otwarto linię Merseburg – Mücheln. 23 lutego 1919 otwarto trasę tramwajową Merseburg – Rössen. Od 1 maja 1919 linia obsługiwana jest spółka Merseburger Überlandbahn AG (MÜBAG). W 1920 wybudowano etapami linię tramwajową przez Daspig i Spergau do Fährendorf. W latach 1922–1924 przełożono linię tramwajową w Geiseltal z powodu wydobycia węgla. 24 października 1926 wydłużono linię z Fährendorf do dworca kolejowego w Bad Dürrenberg. W październiku 1926 zakończono budowę zajezdni w Merseburgu. 27 marca 1929 na odcinku Merseburg – Rössen zakończono układanie drugiego toru. 6 grudnia 1944 w wyniku bombardowania zajezdnia tramwajowa w Merseburgu została całkowicie zniszczona, a ponad połowa taboru nie nadawała się już do eksploatacji. 10 kwietnia 1945 wstrzymano ruch tramwajów. 8 maja wznowiono ruch na odcinku Halle/Rosengarten – Ammendorf/Rathaus. 22 maja przywrócono ruch na trasie Merseburg – Benndorf. 8 czerwca przywrócono ruch tramwajów na trasie Merseburg – Mücheln. Tego samego dnia sprawnych było 14 wagonów silnikowych na 41 posiadanych oraz na 40 posiadanych wagonów doczepnych czynnych było 16. Do listopada wznowiono ruch na wszystkich liniach podmiejskich z wyjątkiem trasy Fährendorf – Bad Dürrenberg. 23 marca 1950 oddano do eksploatacji trasę tramwajową pomiędzy Körbisdorf i Geiselröhlitz o długości 2,5 km. 1 listopada 1950 przywrócono kursowanie tramwajów do Bad Dürrenberg. 1 czerwca 1953 wprowadzono numerację linii podmiejskich:
- 31: Halle/Thälmannplatz – Ammendorf – Merseburg (14,7 km)
- 32: Halle/Thälmannplatz – Ammendorf – Merseburg – Leuna (20,0 km)
- 33: Merseburg – Frankleben – Mücheln (17,4 km)
- 34: Merseburg – Leuna – Bad Dürrenberg (12,6 km)

24 kwietnia 1958 skrócono linię nr 33 do Neumark z powodu likwidacji odcinka Neumark – Mücheln im Geiseltal. 1 sierpnia linię nr 33 ponownie skrócono do cukrowni w Körbisdorf. 8 października 1959 linie 31 i 32 zostały przedłużone do końcówki Trotha. 2 maja 1968 rozpoczęto budowę linii Leuna – Bad Dürrenberg o długości 2,6 km. 26 maja zamknięto trasę Merseburg Süd II – zajezdnia Frankleben. 1 czerwca uruchomiono linię nr 5 na trasie Trotha – Leuna, która zastąpiła linie 31 i 32. 11 grudnia 1969 oddano do eksploatacji pętlę Bad Dürrenberg. 4 grudnia 1971 linię nr 5 skierowano na trasę Trotha – Bad Dürrenberg. 12 października 1974 zlikwidowano linię nr 34 i trasę Daspig – Spergau – Fährendorf. 14 listopada 2003 zamknięto zajezdnię tramwajową w Merseburgu, która funkcjonowała od 77 lat.

## Zajezdnie

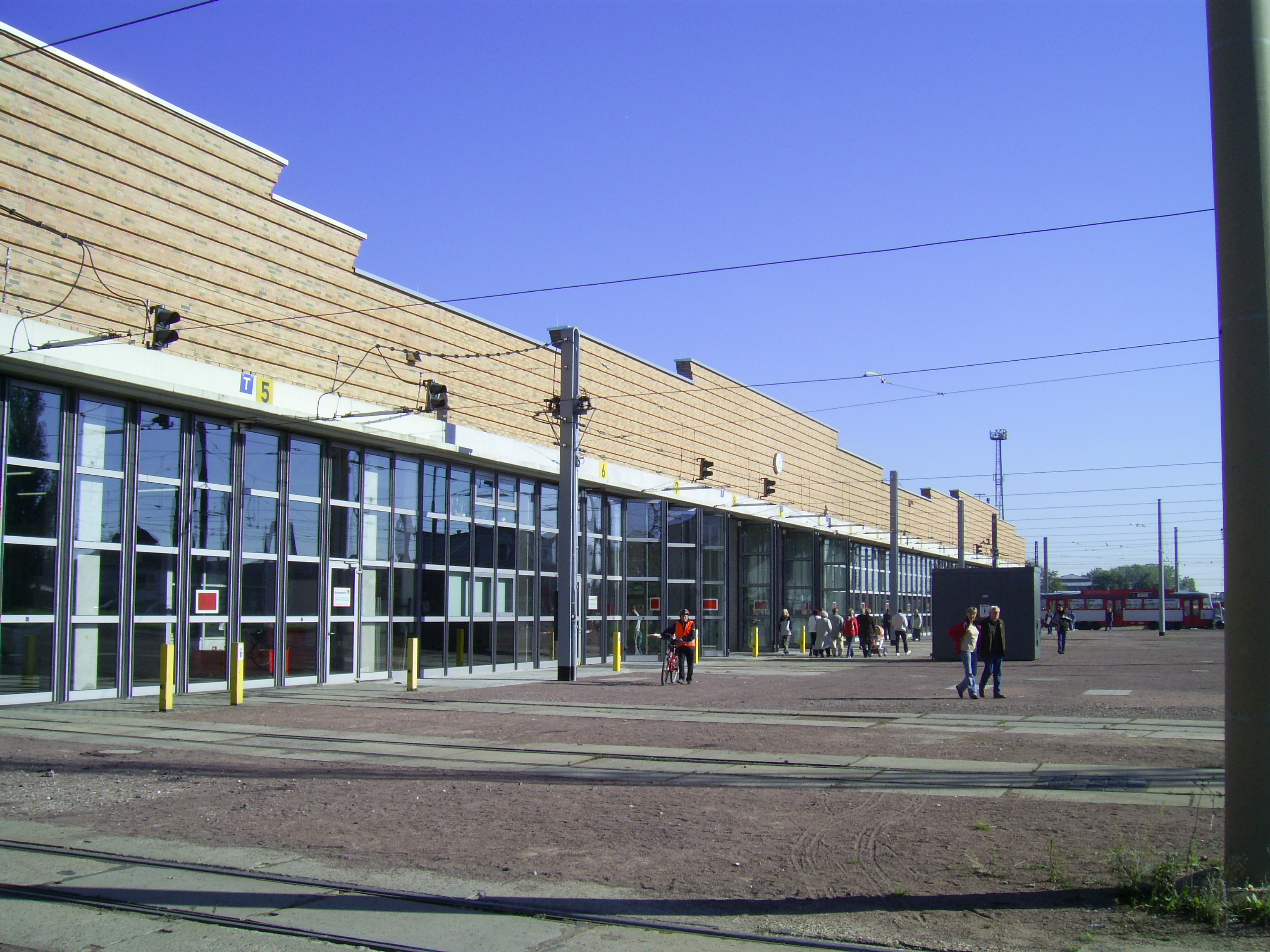
Hala zajezdni przy Freiimfelder Straße

Obecnie w Halle funkcjonują dwie zajezdnie tramwajowe i muzeum tramwajów:
- Freiimfelder Straße (otwarta w 1919)
- Rosengarten (otwarta w 1997)
- Seebener Straße (muzeum tramwajów)

### Zajezdnia tramwajowa przy Seebener Straße[4]
Pozwolenie na budowę zajezdni wydano w 1898. Na terenie o powierzchni 5567 m² miano zbudować halę zajezdni, budynek biurowy i elektrownię. W hali miało się znajdować 6 torów o długości 80 m, każdy. Zajezdnia była przeznaczona do utrzymania 34 wagonów silnikowych, 11 doczepnych i 18 roboczych. Zajezdnię otwarto w 1899. Po 1899 halę powiększono i wprowadzono do niej 9 torów. W 1917 zamknięto elektrownię znajdującą się na terenie zajezdni. Po 1928 w zajezdni eksploatowano tramwaje wyprodukowane w latach 1898–1920. Zajezdnia nie ucierpiała w czasie II wojny światowej. Wraz z dostarczaniem nowych tramwajów Lowa do zajezdni przeniesiono starsze tramwaje, gdyż na terenie zajezdni nie mogły być eksploatowane nowe wagony z powodu za ciasnych łuków, których nie mogły pokonać większe wagony. Od 1964 wraz z dostawami nowych tramwajów typu ET 62/EB 62 zaczęła się zmniejszać liczbę przedwojennych wagonów. W 1968 warsztaty zostały przekształcone w warsztaty szkoleniowe. Tory nr 7, 8 i 9 zostały wyłączone z eksploatacji. Od tego czasu na terenie zajezdni stacjonowały tylko wagony techniczne. W 1991 zajezdni przywrócono oryginalny wygląd hali zajezdni. W latach 1994–1995 na terenie zajezdni były prowadzone prace mające na celu dostosowanie zajezdni do pełnienia funkcji muzeum. Muzeum otwarto w czerwcu 1996. Placówka nazywa się „Historische Straßenbahndepot Seebener Straße”. Zajezdnia czynna jest od maja do października.

Schemat miejskiej sieci tramwajowej

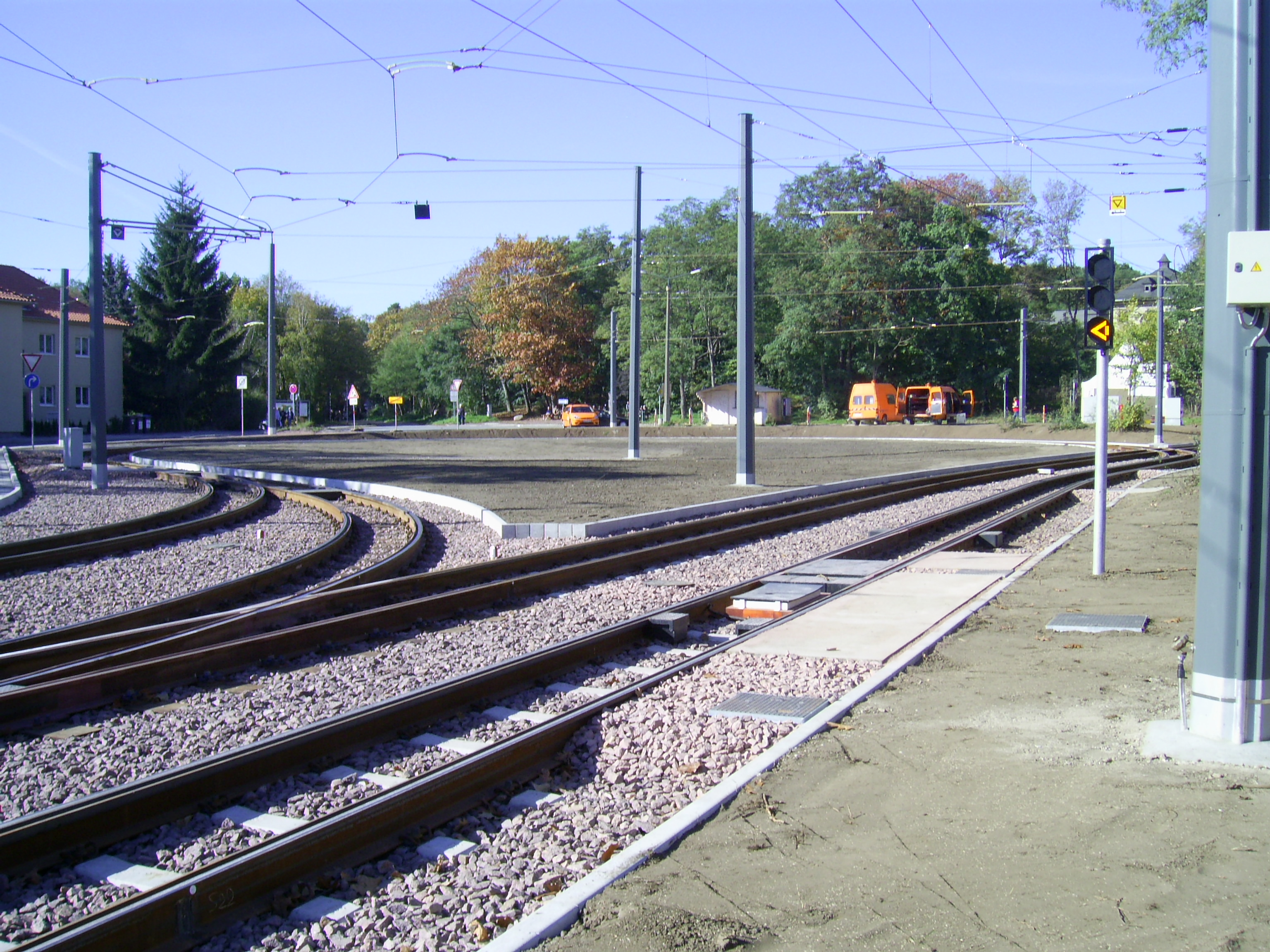
Pętla tramwajowa Heide

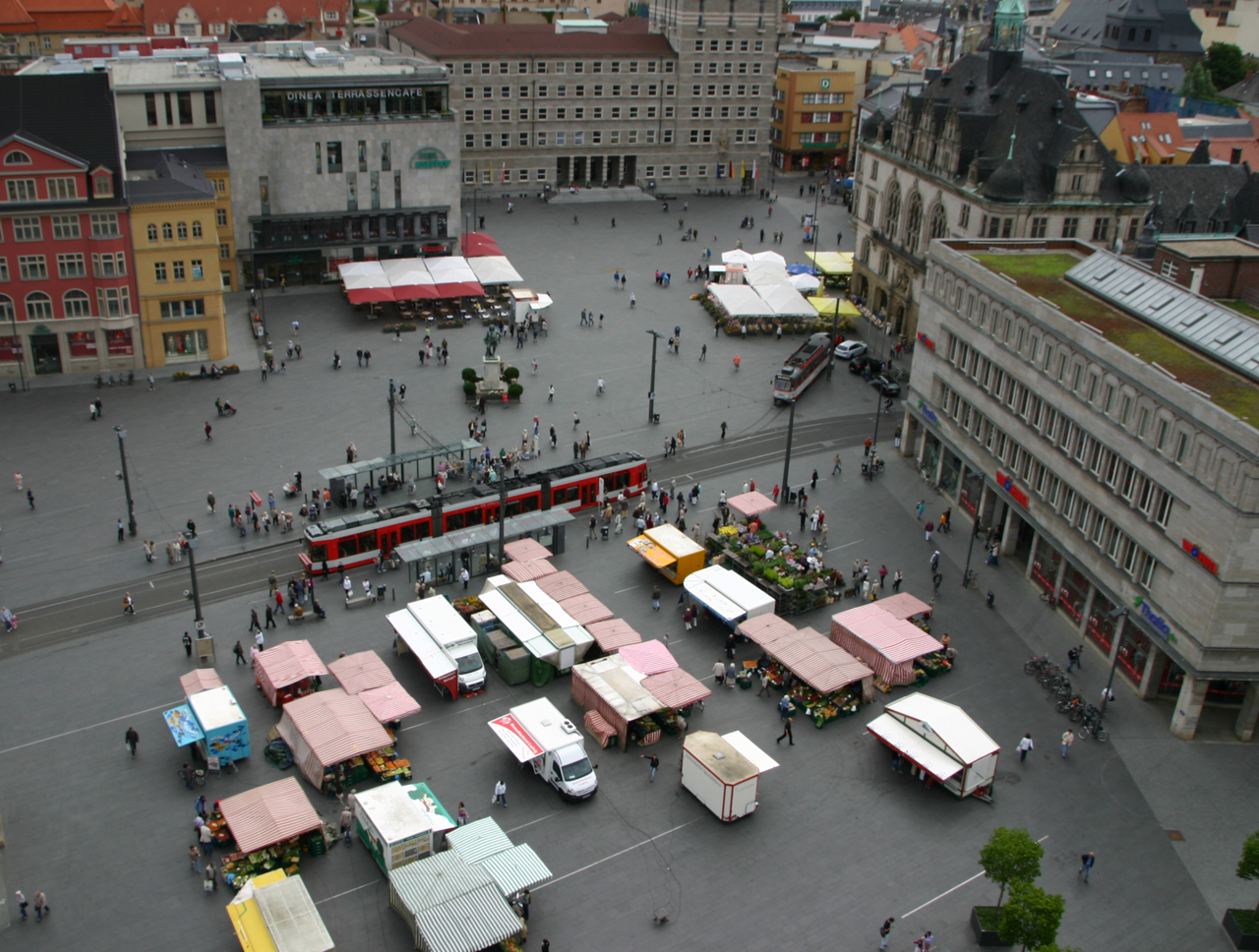
Marktplatz

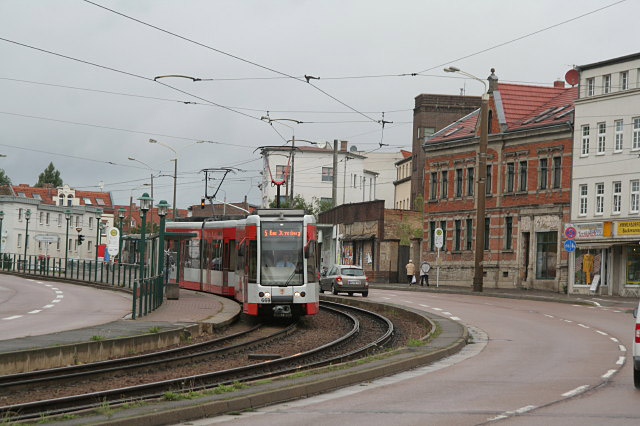
Tramwaj dojeżdża do przystanku Ammendorf

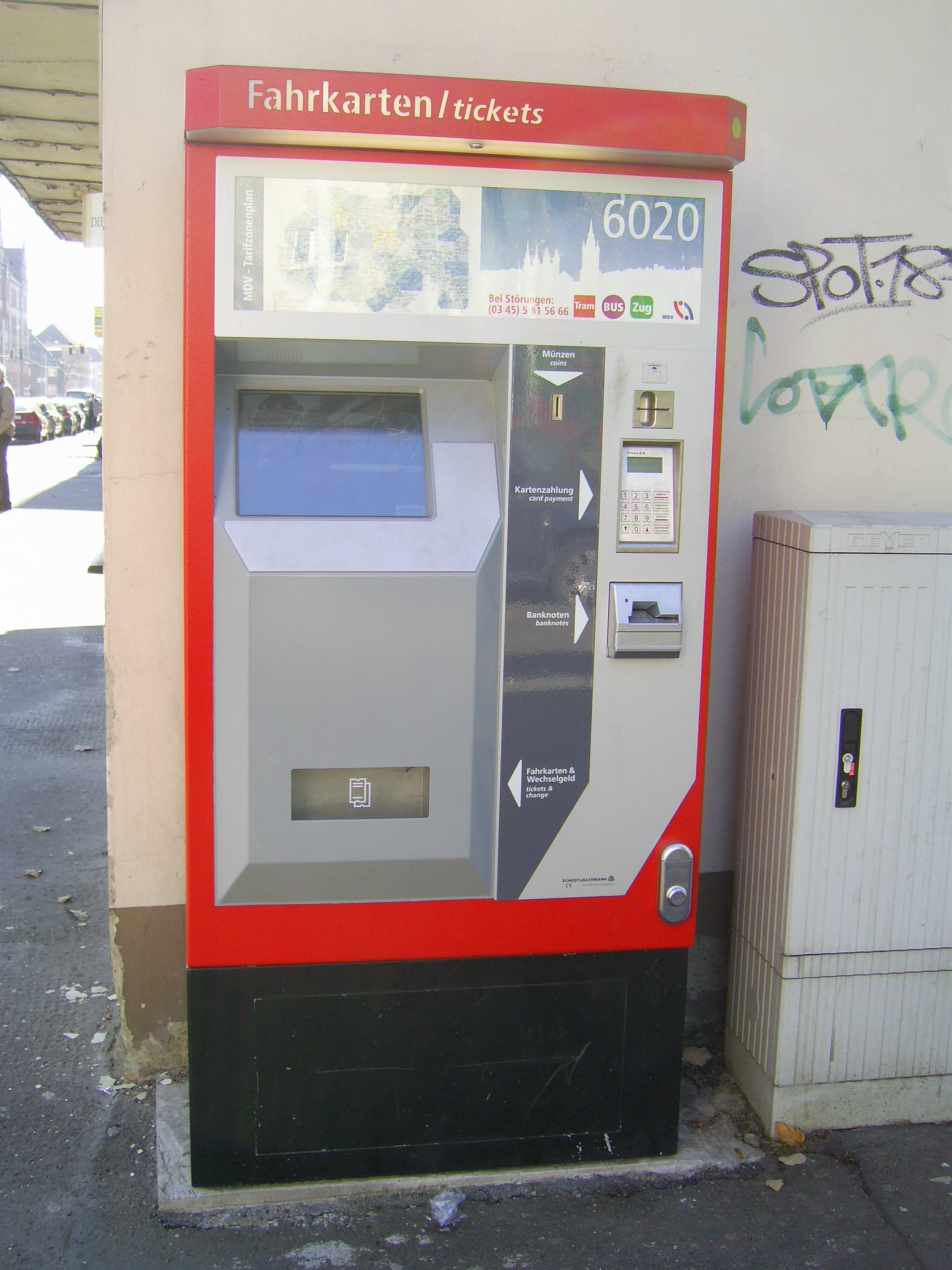
Automat biletowy

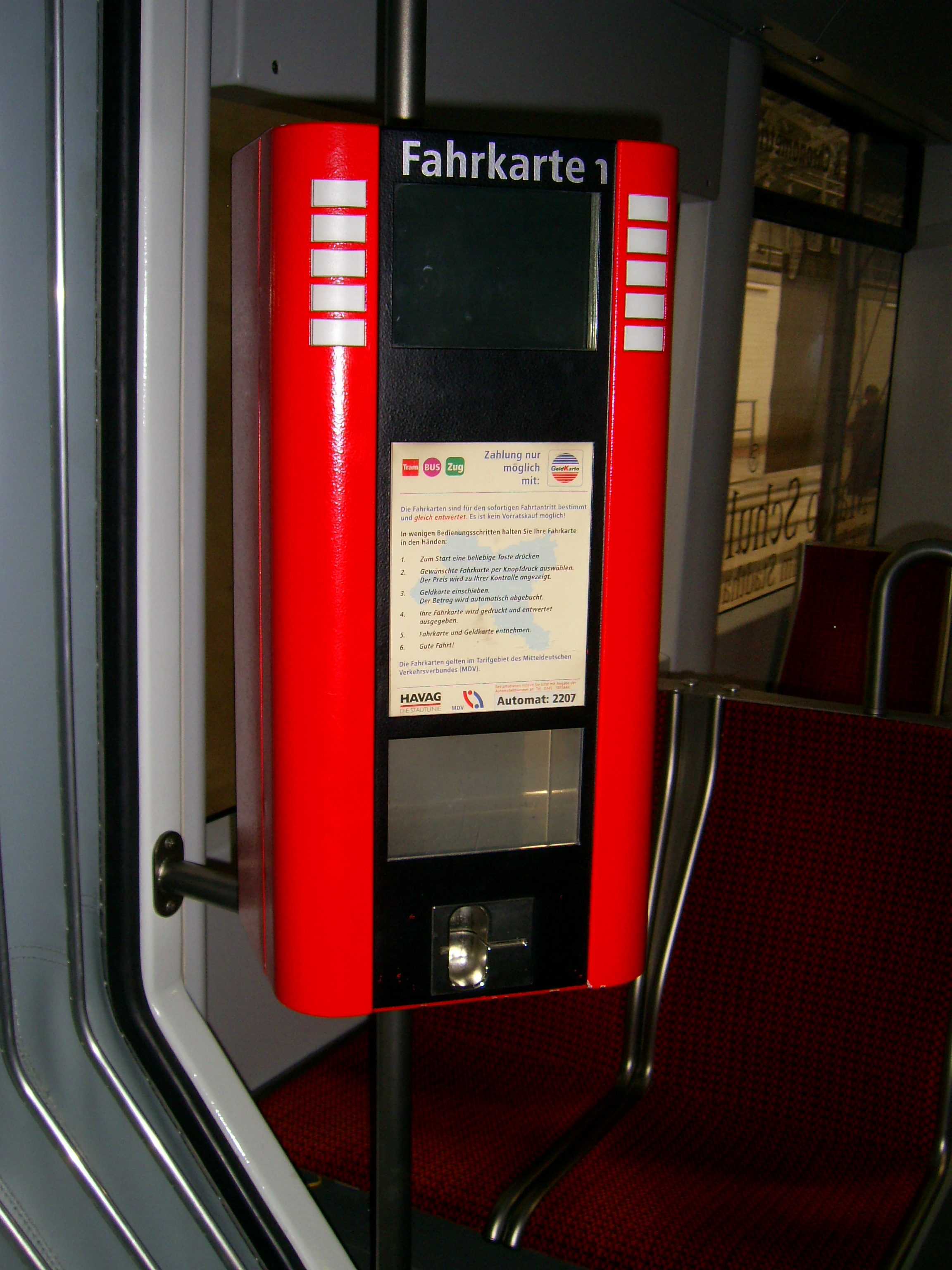
Automat biletowy w tramwaju

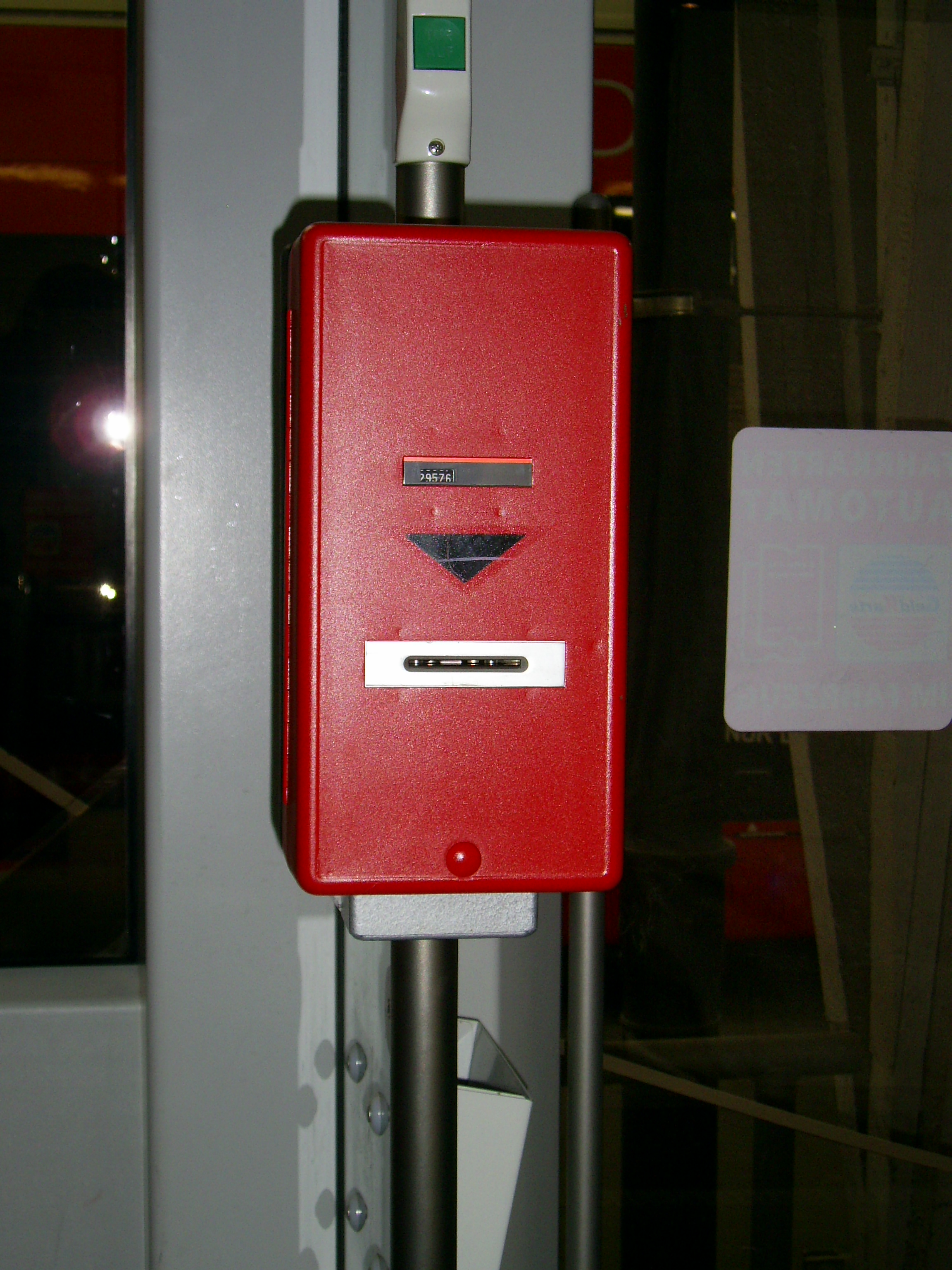
Kasownik w tramwaju

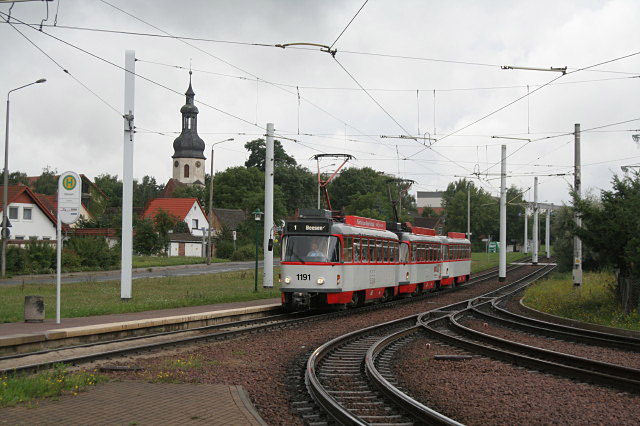
Tramwaje T4D-C+T4D-C+B4D-C wjeżdżają na końcówkę Beesen

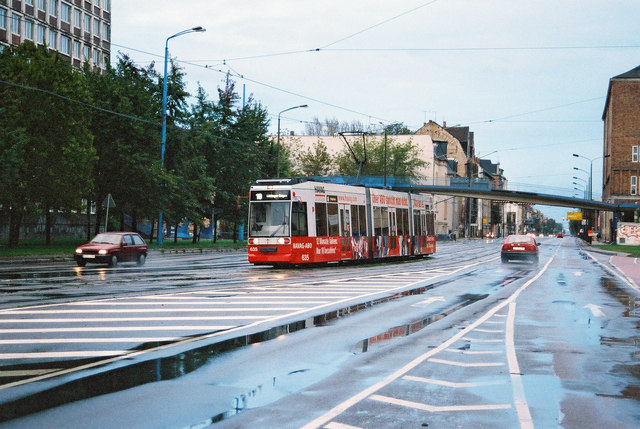
Tramwaj MGT6D na linii 10

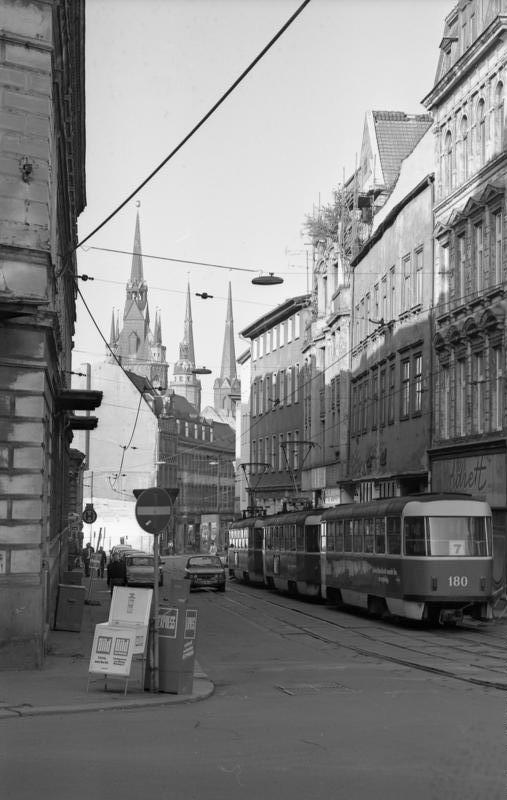
Skład tramwajów w centrum miasta

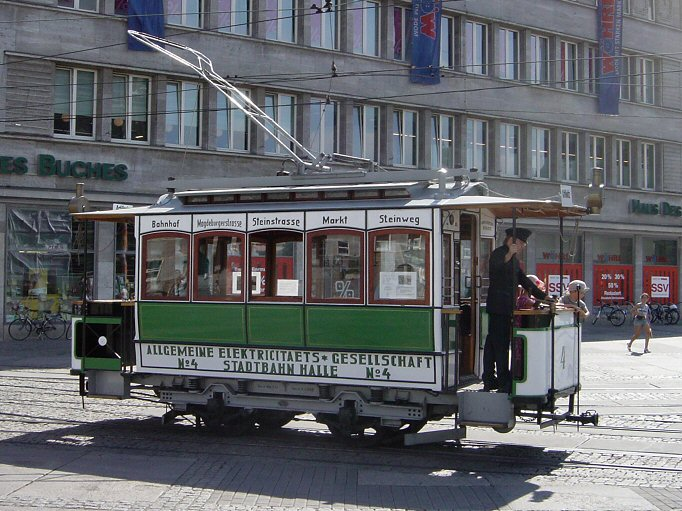
Tramwaj historyczny nr 4

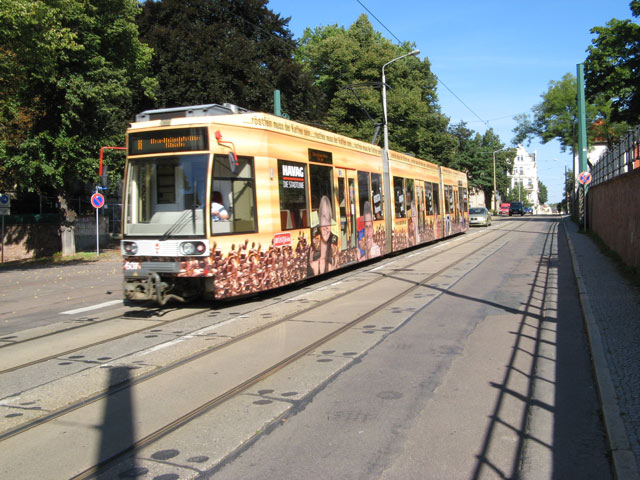
Tramwaj MGT6D na Burgstrasse

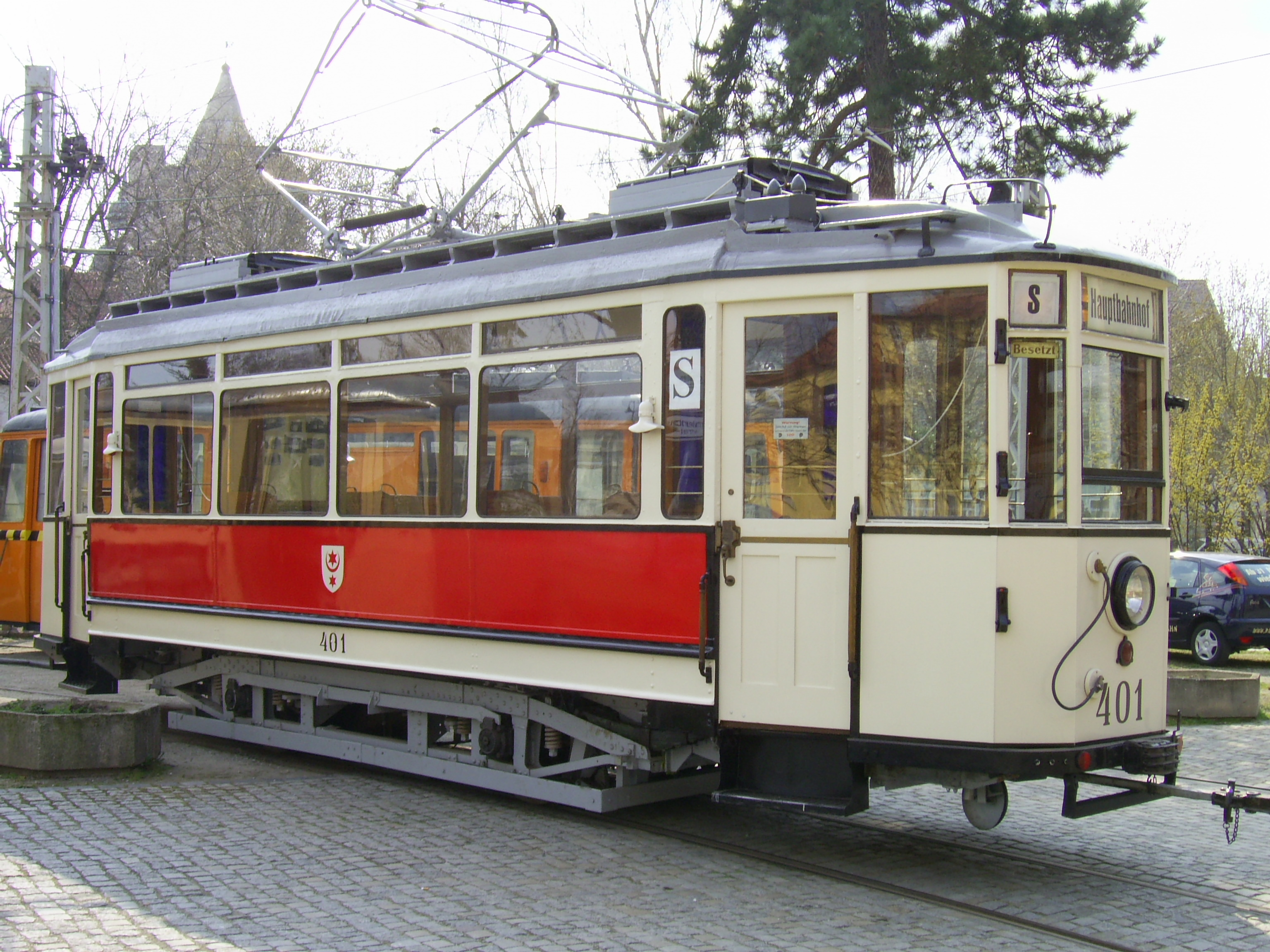
Historyczny wagon silnikowy nr 401 w Naumburgu

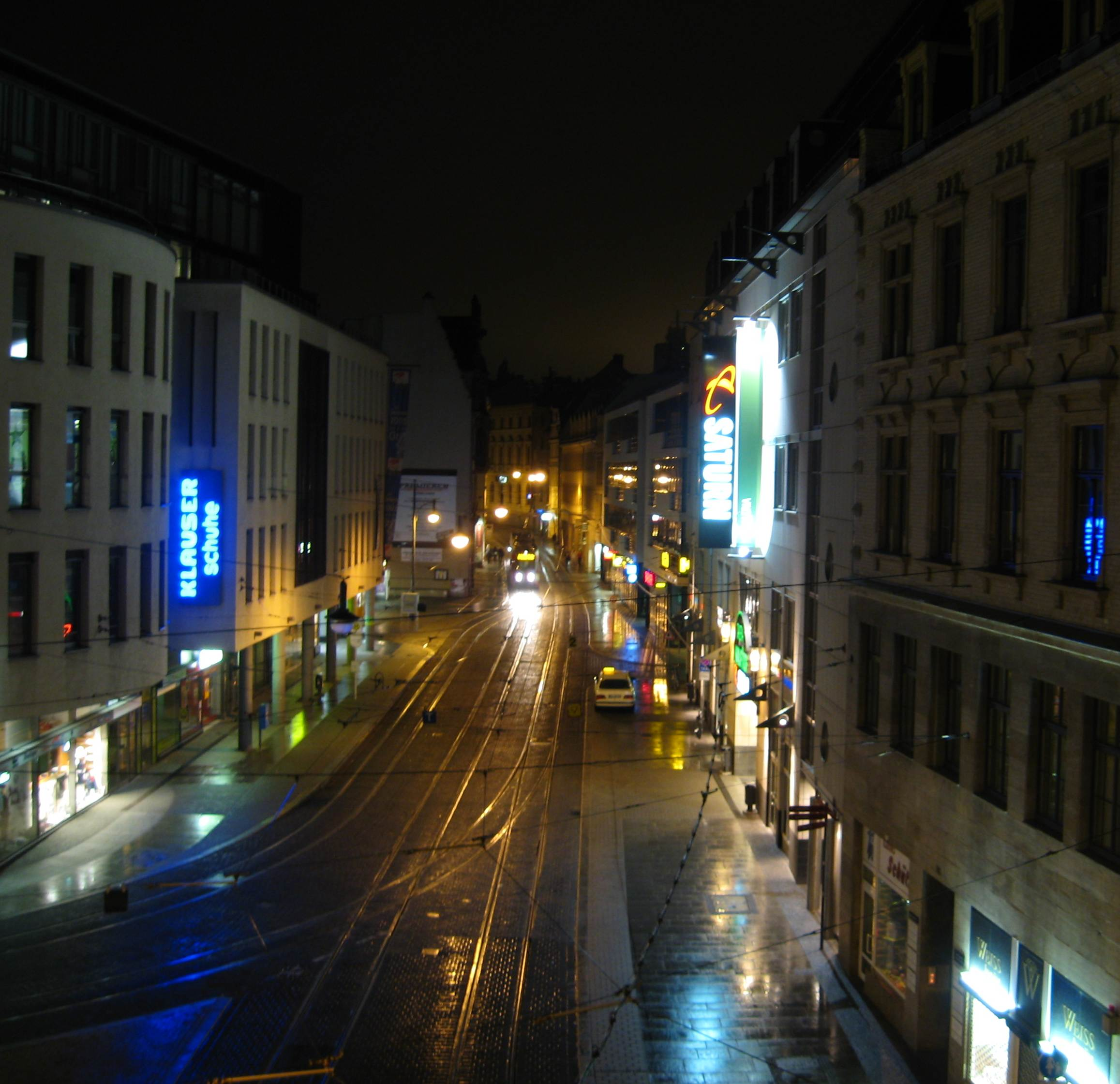

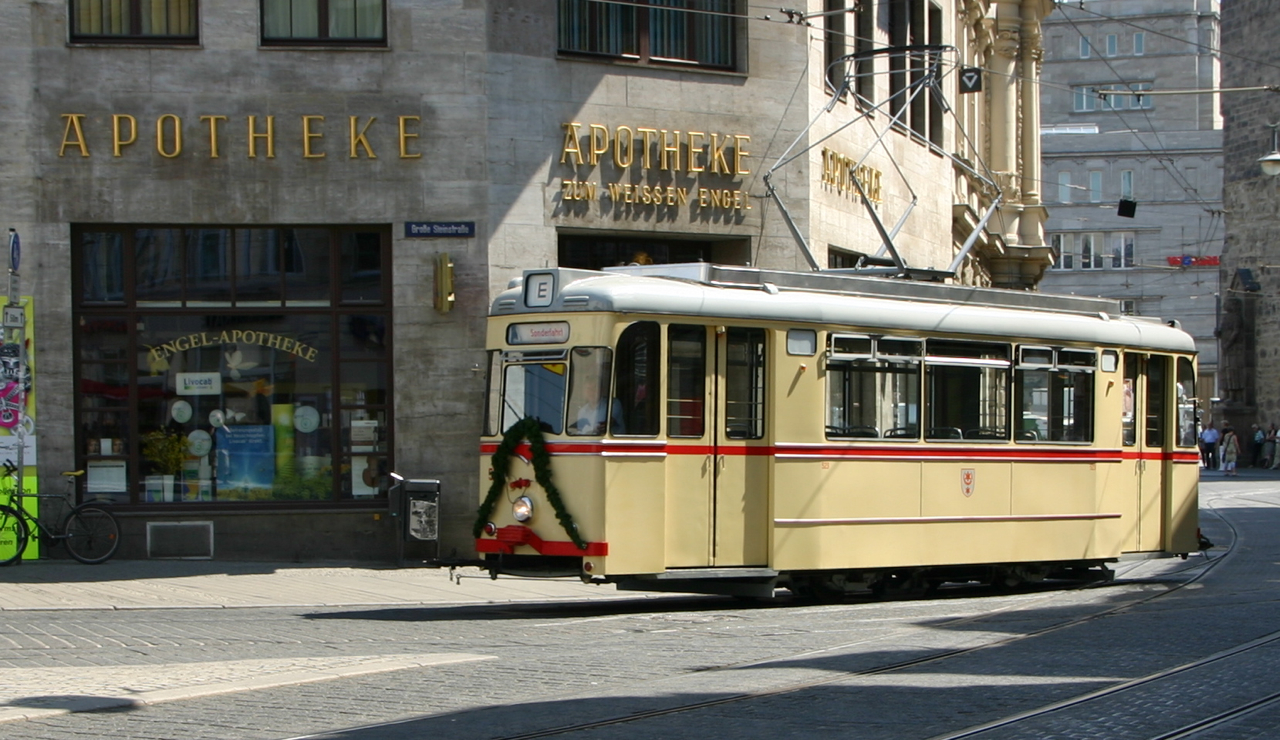
Tramwaj Gotha T57

## Linie
Obecnie w Halle istnieje 15 linii tramwajowych w tym 10 linii dziennych, 3 linie kursujące w ciągu dnia i w nocy i 2 nocne:
| Numer linii | Trasa | Typ i liczebność taboru obsługującego linię w dni robocze | Uwagi             |
| ----------- | --- | --------------------------------------------------------- | ----------------- |
| 1           | Frohe Zukunft – Am Steintor – Marktplatz – Franckeplatz – Rannischer Platz – Böllberg – Südstadt – Beesen                                  | 14 brygad (7x MGT-K, 7x T4D-C)                            | także kursy nocne |
| 2           | Soltauer Straße – Rennbahnkreuz – Marktplatz – Am Steintor – Riebeckplatz – Hauptbahnhof – Vogelweide – Beesen                             | 14 brygad (7x MGT-K, 7x T4D-C)                            | także kursy nocne |
| 3           | Trotha – Reileck – Marktplatz – Franckeplatz – Rannischer Platz – Vogelweide – Südstadt                                                    | 12 brygad (12x MGT6D)                                     |                   |
| 4           | Kröllwitz – Heide – Rennbahnkreuz – Glauchaer Platz – Riebeckplatz – Hauptbahnhof                                                          | 8 brygad (8x MGT6D)                                       |                   |
| 5           | Kröllwitz – Heide – Rennbahnkreuz – Marktplatz – Riebeckplatz – Hauptbahnhof – Ammendorf – (Schkopau – Merseburg – Leuna – Bad Dürrenberg) | 11 brygad (6x MGT6D, 5x MGT-K)                            |                   |
| 6           | Reileck – Am Steintor – Marktplatz – Franckeplatz – Rannischer Platz – Böllberg – Südstadt                                                 | 4 brygady (4x MGT6D)                                      |                   |
| 7           | Kröllwitz – Burg Giebichenstein – Reileck – Marktplatz – Franckeplatz – Riebeckplatz – Hauptbahnhof – Grenzstraße                          | 8 brygad (8x MGT6D)                                       | także kursy nocne |
| 8           | Trotha – Burg Giebichenstein – Mühlweg – Marktplatz – Franckeplatz – Rannischer Platz – Vogelweide – Elsa-Brändström-Str.                  | 12 brygad (12x MGT6D)                                     |                   |
| 9           | Göttinger Bogen – Rennbahnkreuz – Glauchaer Platz – (Marktplatz) – Franckeplatz – Riebeckplatz – Hauptbahnhof                              | 8 brygad (8x MGT6D)                                       |                   |
| 10          | Göttinger Bogen – Rennbahnkreuz – Marktplatz – Am Steintor – Berliner Bücke – Btf. Freiimfelder Str. – Hauptbahnhof                        | 8 brygad (8x MGT6D)                                       |                   |
| 11          | Göttinger Bogen – Rennbahnkreuz – Marktplatz – Franckeplatz – Rannischer Platz – Vogelweide – Damaschkestr.                                | 9 brygad (9x MGT6D)                                       |                   |
| 12          | Trotha – Reileck – Am Steintor – Riebeckplatz – Hauptbahnhof – (Damaschkestr.)                                                             | 9 brygad (9x MGT6D)                                       |                   |
| 15          | Merseburg – Leunaweg – Merseburg/Süd | 1 brygada (1x MGT6D)                                      |                   |
| 94          | Kröllwitz – Heide – Rennbahnkreuz – Marktplatz – Franckeplatz – Glauchaer Platz – Rennbahnkreuz- Heide                                     | 6 brygad (6x MGT6D)                                       | linia nocna       |
| 95          | Trotha – Reileck – Am Steintor – Marktplatz – Franckeplatz – Rannischer Platz – Vogelweide – Ammendorf                                     | 7 brygad (7x MGT6D)                                       | linia nocna       |

## Tabor

### Tabor liniowy
Tabor liniowy składa się ze 158 wagonów w tym 141 to wagony silnikowe:
| Zdjęcie | Typ         | Lata produkcji eksploatowanych wagonów | Liczba | Uwagi                                              |
| ------- | ----------- | -------------------------------------- | ------ | -------------------------------------------------- |
|         | Tatra T4D-C | 1981−1986                              | 11     | wagony silnikowe                                   |
|         | MGT6D       | 1996−2001                              | 60     | wagony niskopodłogowe, trójczłonowe, dwukierunkowe |
|         | MGT-K       | 2004−2005, 2012−2013                   | 30+12  | wagony niskopodłogowe, dwuczłonowe, dwukierunkowe  |
|         | Tatra B4D-C | 1981−1986                              | 1      | wagony doczepne                                    |

### Tabor techniczny[7][8]
W Halle są cztery tramwaje techniczne:
| Zdjęcie | Typ        | Rok produkcji | Numer | Uwagi                    |
| ------- | ---------- | ------------- | ----- | ------------------------ |
|         | Gotha T59E | 1960          | 013   | wagon wieżowy            |
|         | Tatra T4   | 1978          | 034   | szlifierka torowa        |
|         | Tatra T4   | 1983          | 035   | wagon do smarowania szyn |
|         | Tatra T4   | 1974          | 985   | nauka jazdy              |

### Tabor muzealny[9][10]
Wagony silnikowe:
| Zdjęcie | Numer | Rok produkcji | Producent                          | Uwagi |
| ------- | ----- | ------------- | ---------------------------------- | ----- |
|         | 2     | 1911          | MAN/SSW                            |       |
|         | 4     | 1894          | Köln/AEG                           |       |
|         | 6     | 1944          | Gotha/AEG                          |       |
|         | 15    | 1909          | Her/Gotha                          |       |
|         | 78    | 1912          | Gottfried Lindner AG Ammendorf/AEG |       |
|         | 109   | 1921          | Wismar/BBC                         |       |
|         | 141   | 1925          | Schön/SSW                          |       |
|         | 151   | 1926          | Gotha/SSW                          |       |
|         | 158   | 1926          | Gotha/SSW                          |       |
|         | 401   | 1928          | Gottfried Lindner AG Ammendorf/SSW |       |
|         | 403   | 1928          | Gottfried Lindner AG Ammendorf/SSW |       |
|         | 410   | 1928          | Gottfried Lindner AG Ammendorf/SSW |       |
|         | 505   | 1952          | Lowa/LEW                           |       |
|         | 523   | 1961          | Gotha/LEW                          |       |
|         | 644   | 1927          | Gottfried Lindner AG Ammendorf/SSW |       |
|         | 772   | 1967          | CKD/LEW                            |       |
|         | 900   | 1969          | CKD                                |       |
|         | 901   | 1971          | CKD                                |       |
|         | 931   | 1978          | CKD                                |       |

Wagony doczepne:
| Numer | Rok produkcji | Producent                      | Uwagi              |
| ----- | ------------- | ------------------------------ | ------------------ |
| M6    | 1931          | ?                              | pług odśnieżny     |
| 0012  | 1930          | ?                              | wagon wieżowy      |
| 0013  | 1949          | ?                              |                    |
| 0014  | ?             | ?                              |                    |
| 0022  | 1929          | ?                              | wagon transportowy |
| 0023  | 1922          | Egb                            |                    |
| 0054  | 1988          | Egb                            |                    |
| 101   | 1967          | CKD                            |                    |
| 193   | 1941          | Gottfried Lindner AG Ammendorf |                    |
| 260   | 1925          | Nies                           |                    |
| 269   | 1925          | Nies                           |                    |
| 328   | 1965          | Gotha                          |                    |
| 385   | 1965          | Gotha                          |                    |
| 506   | 1967          | Gotha                          |                    |